# Большой Рогаис
Большой Рогаис — река в Тюменской области России. Устье реки находится в 96 км по правому берегу реки Урна. Длина реки составляет 37 км.
В 7 км от устья по правому берегу впадает река Малый Рогаис.

## Данные водного реестра
По данным государственного водного реестра России, относится к Иртышскому бассейновому округу, водохозяйственный участок реки — Иртыш от впадения реки Тобол до города Ханты-Мансийск (выше), без реки Конда, речной подбассейн реки — бассейны притоков Иртыша от Тобола до Оби. Речной бассейн реки — Иртыш.